# Gottlieb Knust
Gottlieb Knust († 1787 in Lübeck) war ein deutscher Kaufmann und Ratsherr der Hansestadt Lübeck.

## Leben
Der Kaufmann Gottlieb Knust wurde am 5. März 1750 Bürger von Lübeck. Er wurde aus der Kaufleutekorporation der Novgorodfahrer 1777 in den Lübecker Rat gewählt. Er betrieb eine Fabrik für Samt und Seide. Bereits 1778 musste er seine Ratsämter wegen des Konkurses seines Handelsgeschäfts niederlegen und aus dem Rat ausscheiden. Nach Abwicklung des Verfahrens wurde er vom Rat zum Dispacheur ernannt.